# Сантел (Техас)
Сантел (англ. Santel) — переписна місцевість (CDP) в США, в окрузі Старр штату Техас. Населення — 24 особи (2020).

## Географія
Сантел розташований за координатами 26°22′32″ пн. ш. 98°53′0″ зх. д. / 26.37556° пн. ш. 98.88333° зх. д. (26.375560, -98.883283).  За даними Бюро перепису населення США в 2010 році переписна місцевість мала площу 0,07 км², уся площа — суходіл.

## Демографія
Згідно з переписом 2010 року, у переписній місцевості мешкали 44 особи в 14 домогосподарствах у складі 13 родин. Густота населення становила 597 осіб/км².  Було 16 помешкань (217/км²).
Расовий склад населення:
| - 93,2 % — білих - 2,3 % — осіб інших рас |

До двох чи більше рас належало 4,5 %. Частка іспаномовних становила 97,7 % від усіх жителів.
За віковим діапазоном населення розподілялося таким чином: 22,7 % — особи молодші 18 років, 70,5 % — особи у віці 18—64 років, 6,8 % — особи у віці 65 років та старші. Медіана віку мешканця становила 34,5 року. На 100 осіб жіночої статі у переписній місцевості припадало 83,3 чоловіків;  на 100 жінок у віці від 18 років та старших — 78,9 чоловіків також старших 18 років.
Цивільне працевлаштоване населення становило 0 осіб. 